# Улиншань
Улиншань (кит. упр. 武陵山, пиньинь Wǔlíng shān) — горная система в Китае.

## География
Горы Улиншань формируют юго-восточную границу Сычуаньской котловины, они идут с юго-запада на северо-восток. Они отделяют территорию города центрального подчинения Чунцин от территорий провинций Гуйчжоу, Хунань и Хубэй. Высочайшей вершиной является находящаяся в провинции Гуйчжоу гора Фаньцзинщань: её главный пик Фэнхуаншань имеет высоту 2570 м.
В горах Улиншань находится район Улинъюань, являющийся объектом Всемирного культурного и природного наследия ЮНЕСКО.